# Carthage (Carolina do Norte)
Carthage é uma cidade  localizada no estado norte-americano de Carolina do Norte, no Condado de Moore.

## Demografia
Segundo o censo norte-americano de 2000, a sua população era de 1871 habitantes.
Em 2006, foi estimada uma população de 2030, um aumento de 159 (8.5%).

## Geografia
De acordo com o United States Census Bureau, a localidade tem uma área de 15,2 km², dos quais 15,1 km² cobertos por terra e 0,1 km² cobertos por água. Carthage localiza-se a aproximadamente 157 m acima do nível do mar.

## Localidades na vizinhança
O diagrama seguinte representa as localidades num raio de 16 km ao redor de Carthage.